# Isidoro Gottardo
Isidoro Gottardo (Sacile, 22 marzo 1954 – Sacile, 25 marzo 2025) è stato un politico italiano.

## Biografia
Geometra, era titolare di uno studio di progettazione, fin da giovane aderisce alla Democrazia Cristiana, con cui diventa consigliere comunale di Sacile dal 1975, ricoprirà tale ruolo ininterrottamente fino al 2018; di tale comune è anche Sindaco dal 1985 al 1993.
Nel 1993 viene eletto consigliere regionale in Friuli Venezia Giulia. Dopo lo scioglimento della DC, aderisce al Partito Popolare Italiano. Ha ricoperto anche la carica di Assessore regionale all’agricoltura, alla caccia e pesca e poi agli Affari Comunitari. Viene rieletto consigliere regionale nel 1998 con il PPI, partito con cui nel 1999 è candidato anche alle elezioni europee, senza risultare eletto.
Nel 2003 è rieletto nel consiglio regionale friulano con Forza Italia, di cui ricopre l'incarico di capogruppo. 
Nel 2008 diventa deputato nazionale con il Popolo della Libertà per la XVI legislatura, restando in carica fino al 2013. Alla fine di tale anno segue la scissione di Angelino Alfano e aderisce al Nuovo Centrodestra, di cui diventa coordinatore regionale in Friuli; nel 2017 il partito si trasforma in Alternativa Popolare.